# Savigné-l'Évêque
Savigné-l'Évêque is een gemeente in het Franse departement Sarthe (regio Pays de la Loire). De plaats maakt deel uit van het arrondissement Le Mans. Savigné-l'Évêque telde op 1 januari 2022 4.042 inwoners.

## Geografie
De oppervlakte van Savigné-l'Évêque bedroeg op 1 januari 2022 28,48 vierkante kilometer; de bevolkingsdichtheid was toen 141,9 inwoners per km².

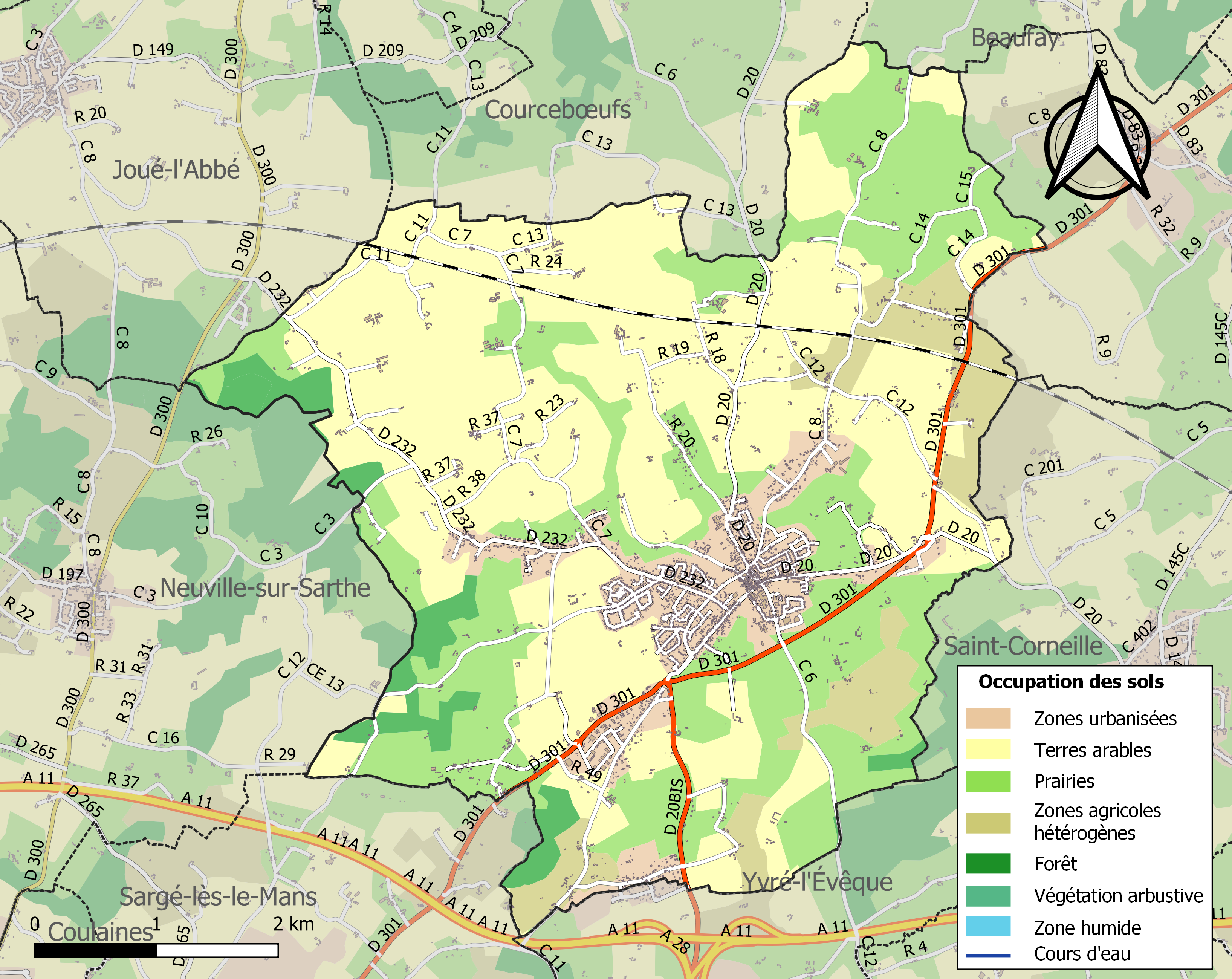
Kaart van de gemeente met de belangrijkste infrastructuur, bodemgebruik en omliggende gemeenten

## Demografie
Onderstaande figuur toont het verloop van het inwonertal (bron: INSEE-tellingen).